# Serravallien
Stratigraphie
Langhien Tortonien
Le Serravallien est, dans l'échelle des temps géologiques de l'ICS, le quatrième étage géologique de l'époque du Miocène. Il s'étend de 13,82 à 11,63 millions d'années. Il est précédé par le Langhien et est suivi par le Tortonien,. Cumulé avec le Langhien, il formait l'ancien étage Helvétien. Cumulé avec le Tortonien, il formait l'ancien étage Sarmatien.

## Historique
L'étage serravallien, nommé d'après la ville de Serravalle Scrivia, située dans le nord de l'Italie, a été défini par Lorenzo Pareto en 1865.

## Localisation
En Aquitaine, il correspond à la formation des sables fauves. On le trouve dans le sud des Landes (notamment autour et au somment de l'anticlinal d'Audignon,) et dans le nord-ouest du Gers.